# Lately
«Lately» es el sencillo debut de la excomponente del exitoso grupo de los años 1990, Steps, Lisa Scott-Lee.

## El sencillo
"Lately" fue publicado el 12 de mayo del 2003 sólo en el Reino Unido e Irlanda. El sencillo fue publicado por Mercury Records UK, filial de Universal. El sencillo competía con los de Sophie Ellis-Bextor "Get Over You", Sugababes "Round Round", etc. y debido a esto, sólo llegó en el Reino Unido al n.º 6, siendo una buena posición para la cantante. En cambio, en Irlanda el sencillo se quedó en el nº24, bajando en su segunda semana al nº68.
El sencillo tuvo buena acogida además, en el UK Dance Charts, que llegó al n.º 3 en esas listas Dance. En el resto del mundo, no se publicó, siendo el único de los 4 sencillos que lanzó oficialmente el que no fue publicado a nivel internacional.

## Lista de canciones

### CD 1
1. «Lately» [Radio Edit] (3:37)
2. «Lately» [Stella Browne Remix] (6:28)
3. «Lately» [Soda Club Radio Edit] (3:38)
4. «Lately» [56K Mix] (5:57)

## Trayectoria en las Listas
| Listas (2003)          | Posición |
| ---------------------- | -------- |
| UK Top 75 Singles      | 6        |
| UK Dance Charts        | 3        |
| Ireland Singles Charts | 24       |

- Datos: Q6495454